# Matthias Adrian
Matthias Adrian (* 10. Januar 1976 in Mannheim) ist ein ehemaliger  Neonaziaktivist, der nach seinem Ausstieg 2000 versucht, in der vom Exneonazi Ingo Hasselbach gegründeten Berliner Aussteigerinitiative Exit Deutschland andere Neonazis zum Ausstieg zu bewegen.
Er stammt aus der Mittelschicht im hessischen Bürstadt. Nach seinem 18. Geburtstag trat er den Jungen Nationaldemokraten bei, der Jugendorganisation der NPD. Dort stieg er bis zum „Landesorganisationsleiter Südhessen“ auf. Ebenso war er Mitglied verschiedener Wehrsportgruppen. Im Verlauf des Frühjahres 2000 begann Adrian, sich von den Jungen Nationaldemokraten zu distanzieren.
Nachdem er sich mit der rechtsesoterischen Schrift Der Mythus des zwanzigsten Jahrhunderts von Alfred Rosenberg beschäftigt hatte, fing er an, sich vom Rechtsextremismus zu distanzieren.
In der Folgezeit betreute er für die Aussteiger-Organisation EXIT andere Aussteiger und hielt Vorträge in Schulen, Berufszentren und Jugendklubs. Er hatte mehrere Auftritte in Dokumentationen und Talkshows über Neonazis.

## Dokumentarfilme, in denen Adrian mitwirkte
- Die Erben des Faschismus - Von alten und neuen Nazis (2006)
- Mein Kampf - Geschichte einer Hetzschrift  (2008)
- Thadeusz (RBB) mit Jörg Thadeusz (2006)